# Molophilus diferox
Molophilus diferox är en tvåvingeart som beskrevs av Alexander 1958. Molophilus diferox ingår i släktet Molophilus och familjen småharkrankar. Inga underarter finns listade i Catalogue of Life.